# センティネル作戦
Opération Sentinelle（英語: Operation Sentinel）は、2015年1月のイル・ド・フランス同時多発テロ事件の後に展開された兵士10,000人、警察と国家憲兵隊4,700人が配備されたフランスの軍事作戦であり、領内の重要と思われる"拠点"をテロから守ることを目的としている。2015年11月のパリ同時多発テロの際にも強化されており、テロの脅威や攻撃が続いていることから、フランスで進行中の非常事態の一部となっている  。

## 背景

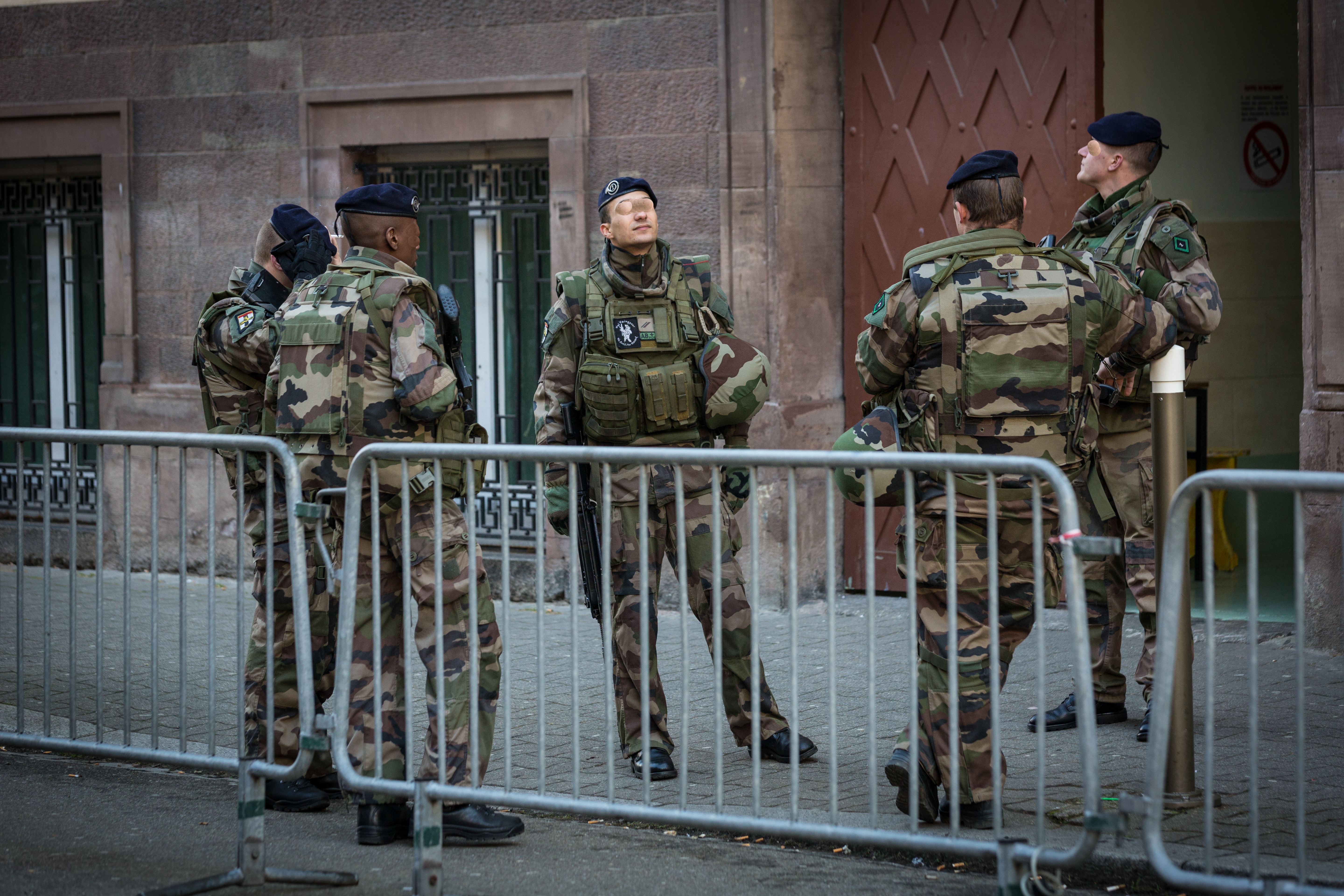
パトロールシフトからの休憩中のフランスの兵士。

センティネル作戦は、2015年1月のイル・ド・フランス同時多発テロの後に初めて配備され、イスラム過激派組織「アラビア半島のアルカーイダ」と「イラクとレバントのイスラム国」（ISIL）によるものと主張された2015年11月のパリ同時多発テロの後に強化された。このテロ以降、フランスでは他にも多くのテロが発生している 。
他のヨーロッパ諸国でも、ベルギー、イタリア、イギリスなど、テロの脅威や攻撃により特定の地域を守るために兵士が配備されている 。

## 兵士への襲撃
少なくとも6回、全国規模の作戦に参加した兵士自身が標的になっている 。
2017年2月3日にセンティネル作戦に配備された兵士は、フランスへの象徴的な攻撃としてスプレーで美術品を汚すつもりだったと主張するルーヴル美術館でのナタ襲撃の加害者が、同美術館へ侵入するのを阻止したが、巡回中の兵士がナタで攻撃された 。
2017年3月のイル・ド・フランスのテロ事件では、パリ＝オルリー空港でOpération Sentinelleの兵士2人が、「私はアッラーのために死ぬためにここにいる」と言った男を射殺した一方で、攻撃者がアサルトライフルを盗もうとしていた別の隊員である兵士を床に叩きつけていた。
2017年8月9日、ルヴァロワ＝ペレで、センティネル作戦に参加していた第35歩兵連隊の兵士6人が、運転手が逃走した車両によって意図的に負傷させられた。軍隊には武器を使用する時間がなかった。

## 参照
- ヴィジラント・ガーディアン作戦；ベルギー軍における類似の作戦。
- テンパラー作戦；イギリス軍における類似の作戦。